# 2025年特朗普—澤連斯基會談
美東時間2025年2月28日，美國總統當勞·特朗普與烏克蘭總統弗拉基米爾·澤連斯基在美國華盛頓白宮舉行一場高度爭議性的雙邊會談，並透過電視直播。這場會談發生於俄烏戰爭期間，最終不歡而散，未能如預期簽署《烏克蘭—美國礦產資源協議》。會談期間特朗普與美國副總統JD·萬斯對澤連斯基採取敵對態度，接連發難，甚至一度蓋過其發言聲音，不斷斥責並提出各種指控。這是美國歷史上首次有總統在公開鏡頭前言詞攻擊來訪的外國領袖。 最終，特朗普政府要求澤連斯基離開，導致談判破裂。
會談前，特朗普政府與澤連斯基政府的關係已日趨緊張。特朗普希望烏克蘭對俄羅斯作出讓步，以儘快達成停戰協議；然而，澤連斯基由於不信任俄羅斯會信守承諾，堅持尋求能確保烏克蘭未來安全的具體保障，而不只是短期的和平協議。
這次會談的氛圍激烈、對抗性強且充滿敵意。特朗普和萬斯的態度在媒體和國際社會引發廣泛批評。歐洲大多數領袖迅速表態支持澤連斯基，美國幾乎所有盟友以及多名國際領袖迅速對澤連斯基表達支持，並發表聲明，間接批評特朗普的激烈作風。反之，俄羅斯官員則對會談結果表示歡迎，並將批評焦點轉向澤連斯基。
美國國內輿論則明顯分裂，共和黨多數政客對特朗普的表現表示讚許，而民主黨人士則普遍持批評態度。會談3天後，特朗普政府暫停對烏克蘭的所有軍事援助。

## 背景
這場會談發生在俄烏戰爭持續進行的背景下。這場戰爭始於2014年俄羅斯吞併克里米亞，並在2022年演變為全面入侵。到2025年，烏克蘭在抵禦俄羅斯侵略時，極度依賴國際援助，特別是來自西方國家與祖·拜登政府下的美國軍事援助，而美國並未直接介入戰事。澤連斯基自2019年當選總統以來，一直積極爭取國際社會的有力支持，以捍衛烏克蘭的主權。
特朗普與澤連斯基之間關係緊張，特朗普曾因在2019年施壓澤連斯基調查其政治對手祖·拜登，而扣留對烏克蘭的武器援助，最終遭到彈劾。副總統萬斯過去也曾多次批評美國對烏克蘭的援助，甚至在2022年的一次訪談中直言：「我對烏克蘭的情況如何毫不在意。」在特朗普選擇萬斯為2024年美國總統選舉的競選夥伴後，澤連斯基在2024年的一次訪談中形容萬斯「過於激進」。
在特朗普展開第二次任期第一天，其簽署行政命令，凍結外國人道援助90天，隨後更無視法院命令，拒絕解除該禁令。這項禁令影響美國國際開發署，該機構曾於2023年承諾向烏克蘭提供164億美元的人道援助。特朗普一直將削減對外援助視為核心政策，並在就任後積極推行。儘管他聲稱美國對烏援助總額約為3500億美元，但事實查核機構發現，截至2024年，美國實際發放的金額為830億美元，另有570億美元已承諾、400億美元已撥款，而國會研究處統計，2022年至2024年的援助總額約為1820億美元。
根據BBC報導指，基爾世界經濟研究所估算，美國2022年1月至2024年12月對烏克蘭的援助總額為1197億美元。美國國防部則表示，「大西洋決心行動」總開支達1828億美元，該行動旨在應對俄羅斯入侵，包括美軍在歐洲的軍事訓練及補充美國國防庫存。《美國新聞與世界報導》則指出，美國對烏克蘭的總援助承諾約為1280億美元。美方的援助多為無償撥款，而非貸款。
特朗普上任後改變美國長期孤立俄羅斯的政策，表達與俄羅斯談判、結束戰爭的意願，這與美國自2022年以來孤立俄羅斯的政策大相徑庭。他與俄羅斯總統弗拉基米爾·普京進行電話會談，成為自戰爭爆發以來首名與普京直接對話的美國總統。此舉引發澤連斯基的強烈不滿，他批評特朗普「陷入（俄羅斯）的虛假信息圈套」。隨後，特朗普在個人社交平台Truth Social上對此回擊，稱澤連斯基為「獨裁者」。理由是烏克蘭未舉行選舉——然而，由於該國處於戒嚴狀態，依據憲法，戰時禁止選舉。在特朗普的領導下，美國與俄羅斯在聯合國立場一致，於2025年2月24日投票反對歐洲提出的聯合國大會決議，該決議譴責俄羅斯並要求其撤軍。
原本特朗普政府已取消澤連斯基的訪美行程，但最終在法國總統埃馬紐埃爾·馬克龍的斡旋下恢復安排。此外，美方還向烏克蘭施壓，要求其同意與美國分享礦產收益，據報導指，澤連斯基原計劃在訪美期間簽署一項與礦產相關的協議。此協議最早由烏克蘭於2024年向拜登政府提出。在澤連斯基與特朗普會晤之前，參議員林賽·格雷厄姆曾告訴澤連斯基要集中精力處理當前的礦產協議，稍後再討論停火和安全保障問題。

## 會談
與會者原計劃在框架協議的基礎上進一步討論對烏克蘭的支持，並探討礦產框架協議的簽署。烏克蘭代表團強調，希望建立一種互惠互利的夥伴關係，以換取安全保障，而非單方面讓渡本國資源。該協議將建立一個聯合投資基金，用於重建烏克蘭，美國則獲得在烏克蘭開採稀土礦產的權益。烏克蘭計劃將未來礦產資源收入的一半投入該基金。參議員林賽·格雷厄姆及其他人士在談判過程中擔任調解人，希望在特朗普對烏克蘭安全的支持與他推動普京和澤連斯基談判之間取得平衡。
會議前，特朗普的幕僚曾要求澤連斯基穿著正式西裝，這是自俄羅斯入侵以來他在公開場合未曾穿過的服裝。然而澤連斯基拒絕，表示自己「只有在戰爭結束後才會這麼做」，此舉據悉讓特朗普頗為不悅。會議原定於美東時間（UTC−5）11時在白宮橢圓形辦公室舉行，這場會談向全球直播，並有記者現場採訪。大約11時20分，澤連斯基從他與顧問團隊下榻的海-亞當斯酒店抵達白宮。特朗普在西翼入口迎接他。當兩人會面時，特朗普說：「今天還真是特別正式啊。」
會談期間，親特朗普記者、眾議員瑪喬麗·泰勒·格林的男友布萊恩·格倫向澤連斯基提問，質疑他為何不穿西裝，並指責這是不尊重的行為。澤連斯基回應道：「等戰爭結束後，我會穿的。」特朗普則稱澤倫斯基「今天穿得很好」，並補充道：「我喜歡他的穿著。」
隨後有消息稱，俄羅斯國營通訊社塔斯社的一名記者獲准參與採訪會談。 

### 討論
會談前40分鐘氣氛較為融洽，波蘭廣播電台記者馬雷克·瓦烏庫斯基向特朗普提問：「我與波蘭的朋友交談時，他們擔心你過於親近普京。你對此有何回應？」特朗普回答：「嗯，如果我不與雙方溝通，我不可能達成協議。（……）我不站在任何一方，我站在美國這一邊。為了世界的利益，我站在全世界這一邊。」
此時副總統萬斯加入討論，说：「本届政府注意到拜登前总统在开战前，尝试过对于普京进行公开警告的强硬办法，但在当时反而没有起到震慑俄方的作用，美国强硬的姿态只换来了普京全面入侵乌克兰；所以特朗普总统希望的方式是或许透過尝试展开外交談判，帮乌克兰寻找到通往和平與繁榮的道路。（……）美國之所以強大，就在於我們擅長外交，這正是特朗普總統正在做的事情。」
澤連斯基聽後表示自己有一個問題想問。在提問之前，他说明历史脉络，强调普京自2014年便發動戰爭，並持續進行8年，直到俄羅斯發動全面入侵。他補充道：「當時沒有人阻止他。」他向万斯解释道，俄方過去已曾多次違反停火協議，其中一個例子便是自己在就任之初曾经通过外交对话和谈判手段，在2019年诺曼底模式巴黎会议上与俄罗斯方面签订的继承新明斯克协议的后续停火協議，称該協議由特朗普、法國總統馬克龍和德國前總理安格拉·梅克爾共同簽署。最後，澤倫斯基向萬斯提問：「你說的是什麼樣的外交，JD？」
此時，對話開始變得敵對，並持續升級。萬斯回應稱，他所指的外交手段是能终结烏克蘭继续惨遭摧毁之命运的談判。萬斯說：「總統先生，請恕我直言，我認為你來到橢圓辦公室，卻試圖在美國媒體面前挑起這個問題，是對我們的不尊重（……）你們面臨兵源短缺，不得不強行徵兵。你應該感謝總統試圖結束這場衝突。」
澤連斯基反問萬斯是否曾到訪烏克蘭，並對他說：「來一次吧。」萬斯則回應：「我其实曾觀看並聽取有關烏克蘭的報導」，並指責澤連斯基只是「進行烏克蘭的宣傳巡演」，還反問：「你覺得來到美國橢圓形辦公室，攻擊這個正在努力防止你國家被毀滅的政府，是一種尊重的表現嗎？」
澤倫斯基對萬斯說：「首先，在戰爭期間，每個國家都會遇到問題，包括你們。只是你們有大西洋，現在感受不到，但未來一定會感受到。願上帝保佑你們不會經歷戰爭。」特朗普打斷道：「你怎麼知道？別告訴我們我們將會有什麼感受。」特朗普與澤連斯基開始同時發言，澤連斯基堅稱：「你們一定會感受到影響。」特朗普則反駁：「我們會感到很好很强大。（……）你現在沒有牌，但與我們站在一起，你才會有牌。」澤連斯基回應：「我不是在玩牌……我是認真的……我是一名處於戰爭中的總統。」而當澤連斯基继续表示「烏克蘭自戰爭爆發以來一直在孤軍奮戰」時，特朗普更是怒不可遏，不斷強調這場戰爭對美國納稅人來說是一個沉重的負擔，並警告澤連斯基：「我任内决定让乌军启用列装标枪，为你战时能够坚守硬汉形象保驾护航，但你现在必须清醒直面你的國家目前正陷入巨大困境的情况，乌克兰手中真的没有什么牌了。（……）你正在拿數百萬人的生命當賭注，你在賭第三次世界大戰。（……）你的行為對這個國家極不尊重，而這個國家對你的支持已經遠超過許多人認為應該提供的程度。」
萬斯質疑澤連斯基是否曾表達感謝，儘管澤連斯基一開始已經對特朗普說過「非常感謝」。隨後，萬斯又指控澤連斯基2024年10月曾在美國「為反對派助選」，但事實上，澤連斯基當時只是探訪一家工廠，感謝工人為烏克蘭生產彈藥。
澤連斯基想澄清時，特朗普直接回應：「不用了，你已經說得夠多了。（……）沒有我們的軍事支援，這場戰爭兩週內就會結束。」澤連斯基回應：「我听普京说了，他三天內就能結束。」
特朗普則回應：「要繼續這樣談判可不容易。」萬斯再度要求澤連斯基「說聲謝謝」，並補充：「你錯了。」
此時，一名記者詢問，如果俄羅斯違反停火協議，美國將如何回應。特朗普則回應：「如果怎樣？如果現在有一顆炸彈落到你頭上呢？（……）他們之所以違反協議，是因為他們不尊重拜登。他們不尊重奧巴馬，但他們尊重我。」
特朗普称普京尊重自己，认为普京不会、俄罗斯也没有能力对美国产生如泽连斯基所阐述的、性质这么严重的威胁。接著，特朗普隨後提及2016年針對他的「通俄門」調查，聲稱普京「因為這場獵巫行動吃了不少苦頭」，並抨擊祖·拜登及其子亨特·拜登、亞當·希夫和希拉里·克林頓。最後，特朗普對澤連斯基說：「趕快談成協議，不然我們就撤出。……如果我們撤出，你們自己打下去。我不認為那會是一個美好的場面。」
特朗普最終結束會議，並評論道：「我想我們已經看夠了。這將是很棒的電視節目。」

### 後續
澤連斯基原本計劃在白宮橢圓辦公室與特朗普簽署一項礦產協議，但這場會談最終以澤連斯基提前離場告終，原定的聯合記者會和協議簽署儀式也隨之取消。
這場會談最終未能取得任何實質成果，討論演變為激烈的爭吵，甚至出現「激辯」場面。特朗普和他的副總統對澤連斯基「嚴厲訓斥」，導致原定於會後舉行的記者會被迫取消。
據《紐約時報》和美国有線電視新聞網（CNN）報道，橢圓辦公室內的會談陷入混亂後，总统特朗普咨询万斯、鲁比奥、斯科特·貝森特等一众内阁官员以及其他核心幕僚意见，最终決定要求澤連斯基離開。烏克蘭代表團在羅斯福廳等待期間，美方派出了国务卿鲁比奥和国家安全事务助理华尔兹兩位官員前往傳達這一決定。一名烏克蘭代表建議安排另一場特朗普和澤連斯基的會談，以化解緊張局勢，但美方选择直接拒絕了該建議。特朗普後來表示這不方便。
在接受福克斯新聞採訪時，華爾茲聲稱，一些烏克蘭代表「幾乎哭了」，但當烏克蘭人被要求離開時，澤連斯基仍然「爭論不休」。澤連斯基的車隊於13點42分離開白宮庭院，返回海伊-亞當斯酒店。
结束与特朗普的会面后，泽连斯基飞赴英国，出席乌克兰问题欧洲领导人峰会。会上英国宣布向乌克兰提供了22.6亿英镑的贷款，用冻结的俄罗斯资产偿还。
3月3日，特朗普暂停美国对乌克兰的援助。3月5日，特朗普政府高層官員透露，美國已暫停向烏克蘭提供情報。中央情報局局長約翰·拉特克利夫指出，美國目前「無論在軍事層面還是情報層面」都已進入「暫停」狀態。國家安全顧問華爾茲則在回應媒體提問時表示，美方正「暫停並重新評估」，全面檢視與烏克蘭的安全合作關係。3月8日，特朗普政府旗下的美國國家地理空間情報局宣佈，針對「對烏克蘭的支持」政策，該機構已停止烏克蘭存取美國政府購買的商業衛星影像。此外，衛星影像公司馬薩爾科技亦根據特朗普政府的決策，暫停向烏克蘭提供相關影像服務。

## 反應

### 烏克蘭

#### 澤連斯基政府
澤連斯基在社群媒體上發表聲明，感謝特朗普、美國國會和美國人民的支持。他強調：「烏克蘭需要的是公正且持久的和平，我們正在為此努力。」
稍後，他在接受福克斯新聞的布萊特·拜爾採訪時，形容這場會談為「一場爭執」，並認為「對雙方都不利」，但拒絕为自己的所作所为向特朗普道歉。不過，他也表示願意修復雙邊關係。此外，他特別感謝全球領袖的支持，並逐一在社群媒體上表達感激之情：「感謝您的支持。」
澤連斯基隨後發表更詳盡的聲明，重申對美國支持的感謝，並表達他對與美國及特朗普政府建立「穩固關係」的期待。此外，他強調，烏克蘭仍有意簽署雙方先前討論的礦產協議。
與澤連斯基一同出席會談的烏克蘭總統辦公室主任安德里·葉爾馬克則強調：「安全不僅僅是一個詞，它關乎生命，關乎未來——一個沒有警報聲、沒有犧牲、沒有對摯愛之人擔憂的未來。」他並再次感謝美國對烏克蘭的支持。
烏克蘭總理傑尼斯·什梅加爾支持澤連斯基並同意他的觀點，並稱「沒有保障的和平是不可能的」。他警告說，「沒有保障的停火」將導致「俄羅斯佔領整個歐洲大陸」。烏克蘭副總理阿列克謝·庫列巴表示，澤倫斯基的立場展現出「對烏克蘭利益的堅定承諾，以及對國家的忠誠」。烏克蘭副總理米哈伊洛·費多羅夫則形容這場爭論是「普京的又一次圈套」，但「未能得逞」，並讚揚澤倫斯基「勇於直言不諱，捍衛我們人民的尊嚴」。烏克蘭外交部部長安德烈·西比加在社交媒體上表示，澤連斯基「有勇氣和力量捍衛正義」，並補充說烏克蘭「一直並將繼續感謝美國的支持」。

#### 其他
哈爾科夫州州長奧列格·西涅古博夫與第聶伯羅彼得羅夫斯克州州長謝爾蓋·雷薩克也對澤連斯基的行為表示讚賞。很少對政治議題發表評論的烏克蘭武裝部隊總司令亞歷山大·瑟爾斯基重申烏克蘭武裝部隊對澤連斯基的支持，並強調團結的必要性。
曾在澤連斯基政府任職的資深政治人物穆斯塔法·納伊姆表示：「特朗普政府不只是對我們不友善，他們對我們這個國家懷有輕蔑之心。」烏克蘭最高拉達外交事務委員會主席亞歷山大·梅列日科表示，最高拉達完全支持澤連斯基，並認為特朗普不會提出迎合俄羅斯的計畫。
反對黨選民之聲黨最高拉達議員因娜·索夫孫則對這場會談感到震驚，但強調：「無論如何，我們都不能聽信要求總統辭職的聲音，作為反對黨議員，我必須強調，這樣的做法違背民主的基本原則。」她同時指出，烏克蘭應尋求另一個能夠與美國進行談判的斡旋者。

### 美國

#### 特朗普政府
特朗普事後在Truth Social發表聲明，形容會談「非常有意義」，幫助他確定了澤連斯基「只想利用美國參與戰爭來為自己談判爭取優勢，而不是真正尋求和平」。在準備前往海湖莊園度過週末之前，他簡短對媒體表示，澤連斯基「玩得太過了」，並指責他拖延戰爭。
特朗普政府內閣成員在社群媒體和電視訪談中公開支持他的立場。美國國務卿馬可·魯比奧為特朗普辯護，拒絕將戰爭歸咎於俄羅斯，並表示：「我不會掉入這種誰是壞人、誰是邪惡勢力的陷阱。」白宮新聞秘書卡羅琳·萊維特在福克斯新聞上批評澤連斯基「無禮且具有敵意」。政府效率部負責人伊隆·馬斯克則表示，澤連斯基「在美國人民眼中徹底毀了自己」。國家情報總監圖爾西·加巴德指責澤連斯基「多年來將美國拖入與俄羅斯的核戰爭／第三次世界大戰」，並感謝特朗普「堅定不移的領導力」。

#### 共和黨
美國眾議院議長、共和黨籍的邁克·約翰遜表示：「美國被佔便宜與不受尊重的日子已經結束。」
參議院多數黨領袖約翰·圖恩在訪談中形容這場交鋒「頗具火藥味」，但強調自己支持「有利於烏克蘭主權的和平解決方案」。參議院多數黨黨鞭約翰·巴拉索則力挺特朗普，批評澤倫斯基在橢圓形辦公室的表現「使烏克蘭和平進程倒退」。參議院臨時議長查克·葛雷斯利雖然將普京稱為「帝國主義獨裁者」，但強調美烏談判的主導權掌握在特朗普手中。
共和黨參議員普遍支持特朗普和萬斯。猶他州參議員麥克·李讚揚他們「為美國挺身而出，將國家利益置於首位」。印第安納州參議員吉姆·班克斯則批評澤連斯基「毫無感激之心，一邊要求美國提供資金、擴大戰爭，卻又對總統和美國工人表現出不敬」。南卡羅來納州參議員林賽·格雷厄姆直言這場會談是「徹底的災難」，指控澤連斯基「似乎故意在橢圓辦公室挑釁特朗普」，強調自己「從未對特朗普感到更自豪」，還透露特朗普在會談後「心情極好」。他甚至建議澤連斯基應該辭職，不過遭到澤連斯基拒絕。曾擔任美國駐日大使的田納西州參議員威廉·哈格蒂也發文力挺特朗普，強調「美國不再是可以被隨意利用的國家」，並直指「過去四年與現在的對比再明顯不過」。密蘇里州參議員喬希·霍利則呼籲「追究責任」，認為美國對烏克蘭的財政援助應受到更嚴格的審查。來自烏克蘭裔社群的印第安納州眾議員維多利亞·斯帕茨批評澤連斯基「為了討好歐洲人、挽救自己在烏克蘭國內的低迷支持率，竟然選擇羞辱美國總統和美國人民，這嚴重損害烏克蘭人民的利益」。
然而，共和黨內也有異見聲音。溫和派內布拉斯加州眾議員唐·培根形容這場會面「對美國外交政策而言是災難」，並強調烏克蘭「渴望成為西方的一員，而俄羅斯則憎恨我們的價值觀。美國應該堅定支持自由。」賓夕凡尼亞州眾議員布萊恩·菲茨派翠克則對事件發展感到「心碎」，但仍保持樂觀，認為特朗普和澤連斯基仍有可能在未來重啟對話，尋求「雙方都能接受的解決方案」。紐約州眾議員邁克·勞勒則認為這場會談是「美國與烏克蘭雙方的錯失良機」，並形容領導人之間的交鋒為「一場災難，尤其是對烏克蘭而言」。
曾參與美國眾議院1月6日襲擊事件特別委員會的前伊利諾伊州眾議員亞當·金辛格，他稱：「我不想這麼說……但此刻的美國，並不是正義的一方。」緬因州參議員蘇珊·柯林斯則批評特朗普、萬斯與澤連斯基之間的討論「急速惡化」，並呼籲舉行「更具建設性的會談」，以促進烏克蘭人民所亟需的「公正且持久的和平」。阿拉斯加州參議員麗莎·穆爾科斯基則表示特朗普政府「拋棄盟友、擁抱普京」的做法，讓她「感到噁心」。

#### 民主黨
民主黨議員紛紛為澤連斯基發聲，並強烈批評特朗普和萬斯的行為。參議院少數黨領袖查克·舒默直指特朗普和萬斯「替普京打髒仗」，強調民主黨「永遠不會放棄對自由與民主的捍衛」。眾議院少數黨領袖哈基姆·傑弗里斯則形容這場交鋒「令人震驚」，並強調美國「絕不能姑息俄羅斯的侵略行為」。美國眾議院外交委員會成員、紐約州眾議員格里高利·米克斯批評特朗普是「對美國的生存威脅」，更直言其行為猶如「一個愛耍脾氣的小孩，在法庭上要求忠誠宣誓；同時也是一個獨裁者的擁護者，任何能夠滿足其虛榮心或讓他與家人獲益的人，他都願意拉攏」。米克斯補充道，特朗普的做法「侮辱了那些為美國國際地位奮戰並付出生命的世世代代美國人」。
加利福尼亞州參議員亞當·希夫形容這場會面是「英雄與懦夫的對決」，並強調：「當會議結束後，英雄將回到烏克蘭，而懦夫則留在美國。」明尼蘇達州參議員艾米·克羅布徹強調澤連斯基「不斷向美國表達感謝」，而美國反而應該感謝烏克蘭，因為「他們勇敢對抗獨裁者，犧牲自己，成功阻止普京長驅直入歐洲」。羅德島州參議員謝爾登·懷特豪斯則批評特朗普和萬斯「根本就是普京的傀儡」。亞利桑那州參議員馬克·凱利將此次交流描述為給普京的一份「禮物」，並表示普京「和他的親信們現在可能正在開香檳慶祝」。
獨立佛蒙特州參議員伯尼·桑德斯雖然非隸屬民主黨，但一向與傾向該黨立場，他對於部分共和黨人呼籲澤連斯基下台的言論，直斥其為「駭人聽聞的建議」。
此外，14名民主黨籍州長聯合發表聲明，嚴厲譴責特朗普和萬斯在「美國最高權力的象徵——橢圓辦公室」公然羞辱澤連斯基，只因為澤連斯基「不願輕信普京的承諾」。

### 俄羅斯
俄羅斯前總統暨安全會議副主席德米特里·梅德維傑夫在X／Twitter發文稱：「這頭囂張的豬終於在橢圓辦公室裡吃了癟」，並且表達對特朗普的支持。此外，他在Telegram上的另一篇貼文中表示，澤連斯基在會談中「遭到嚴厲訓斥」，並辱罵他為「可卡因小丑」與「忘恩負義的豬」。他還呼籲特朗普立即停止對烏克蘭的軍事援助。俄羅斯外交部發言人瑪麗亞·扎哈羅娃也在Telegram上寫道：「特朗普和萬斯能夠忍住不對這個敗類動手，簡直是驚人的克制力。」扎哈羅娃在外交部網站的官方聲明中贊同特朗普的觀點，並指責澤連斯基「行為醜陋、粗魯」。
俄羅斯聯邦委員會副主席、參議員康斯坦丁·科薩切夫表示，澤連斯基「在這一回合慘敗，聲勢蕩然無存」，並稱他「接下來恐怕得跪地求饒，才能爭取下一次機會」。參議員阿列克謝·普什科夫則評論道，特朗普政府「現在恐怕會開始仔細考慮烏克蘭總統職位的其他可能人選」。

### 國際反應
這場會談引發國際間的強烈譴責，尤其是來自歐洲的反應最為激烈。多國領袖紛紛對烏克蘭表達支持，並透過聲明委婉地批評特朗普的對抗態度。歐洲官員則進一步強調，他們對烏克蘭的承諾不會動搖，並將持續支持烏克蘭對抗俄羅斯的侵略行動。

#### 支持烏克蘭方面
- ：總理安東尼·阿爾巴尼斯明確表態支持烏克蘭，並敦促俄羅斯立刻停止戰爭[122]。
- 奥地利：代理總理亞歷山大·沙倫貝格重申支持烏克蘭，外交部則表示：「俄羅斯是侵略者，我們與烏克蘭一道致力於實現全面、公正和持久的和平[99]！」
- 比利时：首相巴爾特·德韋弗表達對烏克蘭的支持，他說：「他們的鬥爭就是我們的鬥爭。團結就是力量[123]。」
- 巴西：總統路易斯·伊納西奧·魯拉·達席爾瓦表示，澤連斯基在這場會面中遭到特朗普「羞辱」，並批評稱：「自地球誕生以來，自外交出現以來，從未有過如此荒謬且不敬的場面，而這一幕就在白宮橢圓形辦公室上演[124]。」
- 保加利亚：總理羅森·熱利亞茲科夫在X／Twitter上發文聲援烏克蘭：「烏克蘭，請勇敢堅強，我們與你同在[125]。」
- 加拿大：總理賈斯汀·杜魯多和外交部長趙美蘭皆在發言中表達對烏克蘭的支持，但未對特朗普的行為發表評論[126]。
- ：總理安德烈·普連科維奇強調，他們始終堅信，烏克蘭需要的是「既能確保其主權與領土完整，也能維護歐洲安全的和平」[127]。
- 賽普勒斯：外交部發表聲明稱，塞浦路斯仍然致力於支持烏克蘭，持續對話至關重要[128][129]。
- 捷克：總統彼得·帕維爾重申捷克將持續支持烏克蘭，並呼籲歐洲「採取更積極的行動」來協助烏克蘭[81]。
- 丹麦：總理梅特·佛瑞德里克森表態支持澤連斯基[130]。前總理拉爾斯·勒克·拉斯穆森則在Facebook上發文表示：「朋友之間應該可以進行坦率對話，但當這種場面發生在全球直播鏡頭前時，唯一的勝利者就是坐在克里姆林宮裡的那個人。」
- 爱沙尼亚：外交部部長馬古斯·薩克納指出：「目前阻礙和平的唯一因素，就是普京選擇繼續侵略。如果俄羅斯停止戰爭，衝突就會結束；但如果烏克蘭停止戰鬥，烏克蘭將會消失。愛沙尼亞對烏克蘭的支持將堅定不移[81]。」
- 芬兰：總理彼得利·歐爾波重申芬蘭對烏克蘭的堅定支持，強調：「芬蘭與全體芬蘭人民始終與烏克蘭並肩而行。我們將繼續提供不動搖的支持，並致力於實現公正且持久的和平[131]。」總統亞歷山大·斯圖布對此事件表達震驚與失望，並形容這是國際外交史上前所未見的情況。他直言：「這是一場外交災難，而唯一的贏家甚至不在場——他就是弗拉基米爾·普京[132]。」
- 法國：總統埃馬紐埃爾·馬克龍直指俄羅斯是「侵略者」，烏克蘭是「被攻擊的國家」，強調「法國與盟友三年前幫助烏克蘭、制裁俄羅斯的決定是正確的，現在仍應繼續堅持[133]。」
- 德国：總理奧拉夫·朔爾茨重申，德國堅定支持烏克蘭的主權，並譴責俄羅斯的侵略行動[134]。」
- 冰島：總理克麗絲特倫·弗羅斯塔多蒂爾和外交部部長奧格爾杜爾·卡特琳·貢納斯多蒂爾表達對烏克蘭的支持[135][136]。
- 愛爾蘭：總理米歇爾·馬丁呼籲歐洲國家保持團結，並與美國及其他盟友合作，以確保烏克蘭獲得必要的安全保障。他強調：「我們必須堅定立場，全力支持烏克蘭。」外交部部長西蒙·哈里斯也發表聲明，強調：「這場戰爭的責任完全在俄羅斯，烏克蘭只是受害者。我們與烏克蘭並肩同行[137][138]。」
- 義大利：總理喬治亞·梅洛尼呼籲召開歐洲、美國和烏克蘭三方緊急峰會[139]，並強調：「西方內部分裂只會削弱我們的實力，而這正是那些希望看到西方衰落的勢力所樂見的[140]。」
- 日本：首相石破茂強調，外交的本質不在於情緒對立，而是「耐心與包容」，唯有如此才能邁向和平。他承諾，日本將「竭盡所能，確保美國、烏克蘭與七大工業國維持團結，不致分裂[141][142]。」
- 拉脫維亞：總統埃德加斯·林克維奇斯直接表達對烏克蘭的支持[143]。
- 立陶宛：總統吉塔納斯·瑙塞達和總理金陶塔斯·帕盧茨卡斯皆表態聲援烏克蘭[144]。
- 盧森堡：總理呂克·弗里登也加入聲援行列，表明對烏克蘭的支持[145]。
- 摩尔多瓦：總統瑪雅·桑杜強調，摩爾多瓦堅決站在烏克蘭這一邊。她直言：「這場戰爭的事實再清楚不過——俄羅斯入侵了烏克蘭，俄羅斯是侵略者，而烏克蘭則是在為自己的自由奮戰，也是在為我們的自由奮戰。我們將始終支持烏克蘭[146][81]。」
- 蒙特內哥羅：總統雅科夫·米拉托維奇重申黑山支持「烏克蘭的公正和持久和平」，並表示黑山「與烏克蘭人民站在一起，共同追求和平」[147]。
- 荷蘭：總理迪克·斯霍夫強調，荷蘭政府將無條件支持烏克蘭。外交部長卡斯帕·費爾德坎普與烏克蘭外交部部長安德烈·西比加通話，重申荷蘭的承諾，將繼續提供必要的援助[148]。」
- 新西兰：總理克里斯托弗·盧克森重申紐西蘭對烏克蘭的堅定支持，並敦促俄羅斯立即停止侵略行為。他表示：「我們將毫不動搖地支持烏克蘭，因為這場戰爭是由俄羅斯發動的[96]。」
- 挪威：首相約納斯·加爾·史托爾對此次會面表示擔憂，認為其結果「令人憂心且極具負面影響」。他特別譴責特朗普指控澤連斯基「在賭博第三次世界大戰」的說法，稱其「極度不合理，且我完全不認同這樣的說法[139]。」
- 波蘭：總理唐納·圖斯克在社群媒體上表達對澤連斯基和烏克蘭的支持，寫道：「親愛的@ZelenskyyUa，親愛的烏克蘭朋友們，你們並不孤單[139]。」值得注意的是，圖斯克是首名公開發聲評論此次事件的世界領袖[149]。
- 葡萄牙：總理路易斯·蒙特內哥羅在向澤連斯基傳達的訊息中明確表示：「烏克蘭永遠可以信賴葡萄牙[146]。」
- 羅馬尼亞：代理總統伊利耶·博洛讓強調烏克蘭在歐洲安全體系中的核心角色，並呼籲國際社會共同努力。他表示：「烏克蘭的安全關乎整個歐洲的穩定。我們必須團結一心，堅守我們的價值觀，為自由與和平奮戰到底[99]。」
- 斯洛維尼亞：總理羅伯特·哥洛布強調對烏克蘭的支持，並表示：「俄羅斯是侵略者，而烏克蘭正遭受攻擊。這不僅關乎烏克蘭的存亡，也影響著整個歐洲的安全。我們將繼續支持烏克蘭，直到公正且持久的和平得以實現[150]。」
- 西班牙：首相佩德羅·桑切斯再次表達對烏克蘭的堅定支持[151]。
- 瑞典：首相烏爾夫·克里斯特森的辦公室發表聲明，強調烏克蘭的戰鬥不只是為了自身的自由，也是為了整個歐洲的安全[9]。
- 瑞士：總統卡琳·凱勒-祖特爾重申瑞士的立場，表示瑞士仍然「堅定地致力於支持公正持久的和平，同時譴責俄羅斯對主權國家的侵略」[10]。
- 英国：首相施紀賢重申英國對烏克蘭的堅定支持[152]。

#### 支持川普方面
- 保加利亚：總統魯門·拉德夫[153]批評澤連斯基的立場「註定失敗」，並將這場會面形容為特朗普試圖「立即結束這場毫無意義的流血衝突」，而澤連斯基則「不惜一切代價讓戰爭持續」的對峙[154][155]。
- ：總理伊拉克利·科巴希澤認為，這場會議與其後的反應顯示出「深層政府」和「全球戰爭黨」依然試圖讓戰爭持續下去，不會輕易放棄。他批評「布魯塞爾的官僚和一些政客」的立場，並表達對特朗普「和平倡議」的支持，表示：「烏克蘭戰爭結束得越早，死去的烏克蘭人就會越少，和平也會更快到來。」他祝願特朗普「在這場鬥爭中保持堅韌與勇氣」[156]。
- 匈牙利：總理奧班·維克多一直以來都是西方對烏克蘭軍援的批評者，並且是特朗普及俄羅斯更緊密聯繫的支持者。他在此次事件中明確站在特朗普一方，感謝並稱讚其「和平立場」[139][134]。

#### 其他
- 中华人民共和国：外交部發言人林劍表示：「中國將繼續為推動烏克蘭危機的政治解決與和平實現發揮建設性作用[157]。」
- 中華民國：國防部長顧立雄接受傳媒訪問時稱：「我看了最近兩天很紅的影片之後，我自問自己，我認為美國不可能從印太撤退，因為這是他的核心利益。所以我們認為，從這個地方、這個角度切入的話，我相信美國不會放棄印太[158]。」

#### 前領導人及其他政黨
- 歐盟：復興歐洲組織在會談後發表聲明，重申對烏克蘭的支持。該組織在歐洲議會的主席瓦萊麗·海耶譴責特朗普的「侮辱性言論與態度」，並呼籲歐盟採取「果斷行動」支持烏克蘭，包括加強歐洲防衛能力[159]。
- 法國：前總統弗朗索瓦·奧朗德則直言：「美國人民仍然是我們的朋友，但特朗普政府已經不再是我們的盟友。」他警告，此次事件可能加速美歐「分道揚鑣」的進程[160]。極右翼政黨國民聯盟領袖瑪麗娜·勒龐形容這次交鋒是「歐洲的一記耳光」，但補充說她對此「並不特別感到驚訝」[161][162]。極右翼政治人物、2022年法國總統選舉候選人埃里克·澤穆爾在接受商業調頻電視台採訪時表示，澤倫斯基「犯了心理上的錯誤」，並否認特朗普對他進行攻擊[163]。
- 格魯吉亞：第五任總統薩洛梅·祖拉比什維利則批評美國政府在俄羅斯問題上的態度過於軟弱，並呼籲西方應該團結一致，捍衛民主價值[164]，稱：「那些理解保衛國土、獨立與自由的意義的人——不僅一次，而是在過去兩個世紀內多次——都站在你這一邊，總統先生。」她同時批評特朗普，表示：「不確定這是否是『美國優先』的體現（……）看起來更像是在讓美國屈從於普京的俄羅斯。在這個時刻，我們都需要一個強大的美國與更強大的歐洲並肩而行。而現在，我們似乎終於看到了後者的崛起！」此外，她還回應前法國外交官熱拉爾·阿羅的評論，譴責格倫對澤連斯基服裝的「嘲諷性」提問，並稱讚烏克蘭領導人堅守立場，成功獲得歐盟領導人的支持[75]。
- 德國：反對黨領袖，預計將成為下一任總理的弗里德里希·默茨也強調，無論面對順境或逆境，德國都將與烏克蘭站在一起，並直言：「在這場殘酷戰爭中，侵略者與受害者之間的界線絕對不能混淆[134]。德國極右翼政黨德國另類選擇的聯合主席蒂諾·克魯帕拉呼籲和平，但形容澤連斯基「行乞」[165]。
- 馬爾代夫：前總統穆罕默德·納希德批評美國，並在聲明中表示：「歐洲越早認識到美國不再值得信賴，就越有利於自由世界。歐洲及英聯邦國家必須挺身而出，包括建立聯合軍事聯盟[166]。」
- 摩爾多瓦：前總統伊戈爾·多東形容這次會談是「錯失的機會」，未能結束戰爭，並警告將造成「更多人員傷亡和巨大經濟損失」，敦促烏克蘭「重返談判桌」[167]。
- 荷蘭：多名政治人物，包括迪蘭·耶希爾格茲-澤赫里烏斯和彼得·奧姆齊赫特，對澤連斯基表達敬意；而綠色左翼聯盟—工黨及民主66等反對黨則批評特朗普的行為。另一方面，自由黨黨魁海爾特·維爾德斯則評論：「這場會談雖然是極具戲劇性的電視畫面，但恐怕不是結束戰爭的最佳方式，先生們[148]。
- 英國：前首相鮑里斯·約翰遜表示，應該「保持冷靜」，並讚揚澤連斯基的領導能力，強調烏克蘭與美國「站在同一陣線」[93]。保守黨黨魁、反對黨領袖栢丹娜在《Sunday with Laura Kuenssberg》節目中對澤連斯基表達同情，但認為特朗普並未刻意設局與其交鋒[168]。她的影子內閣部長們則對會議提出批評，影子外交事務委員會主席艾麗西亞·卡恩斯譴責這場會面是「表演式霸凌」[169][170]。英國改革黨領袖奈傑爾·法拉奇強調烏克蘭應獲得適當的安全保障，並形容橢圓形辦公室的這場衝突「令人遺憾」，認為這「會讓普京感覺自己是贏家」[171]。蘇格蘭民族黨外交事務發言人斯蒂芬·金尼斯表示，國王查爾斯三世透過首相施紀賢向特朗普發出的訪問邀請應該重新考慮，除非特朗普展現出對烏克蘭的更大支持[172]。

#### 國際和非政府組織
- 國際特赦組織：該組織發表聲明稱：「今天在橢圓形辦公室發生的事情無法改變事實：俄羅斯對烏克蘭的全面入侵是侵略行為，是公然違反聯合國憲章。」該組織補充道：「烏克蘭的持久和平只能通過正義與對所有自2014年以來犯下的國際法罪行進行追責來實現[107]。」
- 欧洲委员会：秘書長阿蘭·貝爾塞表態支持烏克蘭，並表示：「烏克蘭人民可以信賴歐洲委員會[173]。」
- 欧盟：歐盟執委會主席烏爾蘇拉·馮德萊恩讚揚澤連斯基「展現出的尊嚴與勇氣」，並重申歐盟將堅定維護烏克蘭的主權與領土完整。歐洲議會議長蘿伯塔·梅措拉則強調：「烏克蘭並不孤單。」前兩者與歐洲理事會主席安東尼奧·科斯塔發表聯合聲明，鼓勵澤連斯基「要堅強、要勇敢、要無畏」，歐盟外交與安全政策高級代表卡婭·卡拉斯批評特朗普的做法，表示「自由世界需要新的領導者」，並強調歐洲將繼續全力支持烏克蘭，抵抗俄羅斯的侵略[139][81]。
- 北约：秘書長馬克·呂特形容這次會議的結果「非常不幸」，但敦促澤連斯基「重建與特朗普及其政府的關係」[174]。

### 媒體

#### 美國
此次會面迅速登上美國與國際媒體的頭條，多家新聞機構形容這場會談充滿火藥味，對抗性強烈，甚至敵意十足。福克斯新聞以「爆炸性的對峙」來形容這場會面。CNN指出：「從未有美國總統像特朗普這樣，在公開場合對來訪的外國領袖發起如此直接的言語攻擊。」事實查核記者丹尼爾·戴爾強調，儘管特朗普和萬斯聲稱澤連斯基沒有感謝美國，他自2022年1月以來至少33次用英語表達感謝，而這還不包括他以烏克蘭語發表的眾多感謝言論。CNN記者弗雷德里克·普萊特根形容：「眾所周知，澤連斯基會盡力用英語溝通……但當面對兩位如此強勢的人物咄咄逼人的談話，情況只能每況愈下。」《華盛頓郵報》在評論中形容，特朗普在這次對話中的態度「更像維托·柯里昂（教父）而非一名美國總統」。深夜脫口秀主持人斯蒂芬·科拜爾也對此事大加嘲諷。
這場對峙也被廣泛視為美歐關係的又一次重大低谷。《華爾街日報》形容這場會談「徹底破裂」，警告其可能動搖和平進程，並加劇外界對美國未來是否仍支持烏克蘭的疑慮。多位評論員指出，特朗普的舉動顯示美國外交政策正逐步遠離大西洋主義，與俄羅斯利益更趨一致。全國公共廣播電台則評論指，美國在特朗普領導下的外交政策，已從重視盟友關係轉向純粹基於短期利益的交易模式，與任何國家合作的前提是「對美國是否有利」。《紐約時報》強調，特朗普在會面中的激烈言辭與對澤連斯基的強硬態度，重創美烏三年來的戰時合作關係。這場「向全球直播的激烈爭吵」突顯出特朗普日益傾向於犧牲烏克蘭，以推動其恢復與俄羅斯關係、拋棄傳統盟友的外交願景。NBC新聞的分析認為，這場激烈爭執反映出特朗普對烏克蘭及其民主選出的總統的不耐煩，同時也符合他一貫替俄羅斯辯護的立場。《外交政策》總編輯拉維·阿格拉沃爾則表示，特朗普在每次白宮雙邊會談中都刻意「挑戰新聞媒體的關注界限」，確保「所有討論都毫無保留地公開在全球攝影機前」。多名專欄作家認為，特朗普的言行不僅與俄羅斯利益高度契合，也顯示美國的外交政策正進一步遠離傳統的跨大西洋聯盟。

#### 國際
《基輔郵報》指出，這場會談的「轉折點」可能是特朗普形容烏克蘭為「被摧毀的國家」，這一說法似乎觸及澤連斯基的底線，讓他忍無可忍。英國多家報紙廣泛報導此事，《衛報》更形容這場會談是「現代外交史上最嚴重的災難之一」，並特別點名萬斯，認為他在衝突升級中扮演關鍵角色。《每日電訊報》的專欄作家珍妮特·戴利則評論稱，從這次會談來看，特朗普領導下的美國更像是一個「帝國式的富豪統治國家」。加拿大CBC新聞則將這場交鋒比作1959年美蘇冷戰時期美國副總統李察·尼克遜與蘇聯領袖尼基塔·赫魯曉夫之間的「廚房辯論」，形容其對國際關係的影響深遠。西班牙報紙《國家報》指出，這場對峙尤其令人意外，因為特朗普在會談前幾天才剛剛對澤連斯基釋出較為緩和的態度。澳洲ABC新聞則警告，這場事件可能動搖中俄關係，並為台灣敲響警鐘。
俄羅斯官媒RT電視台總編瑪格麗塔·西蒙尼揚則表示：「橢圓形辦公室見證過許多歷史性時刻，但從未發生過這樣的事件。我們剛剛親眼見證了世界歷史的誕生。」其他俄羅斯官媒對這場「外交破裂」表示震驚，但對特朗普的舉動予以肯定。新聞主播亞歷山大·卡列夫斯基評論道，這場會談「已經徹底突破外交禮儀的界限」，是「外交史上前所未見的一幕」。俄羅斯官媒俄羅斯24的一名記者則表示：「很明顯，烏克蘭不可能再獲得任何軍事援助或進一步武器，澤連斯基這次是空手而歸。」

#### 民眾
根據美聯社報導指，許多烏克蘭民眾對這場爭執「無動於衷」，但普遍認為澤連斯基堅定立場，頂住來自全球權勢人物的壓力，捍衛烏克蘭的尊嚴與國家利益。不過，也有人認為他應該更認真傾聽特朗普的觀點。在社群媒體上，許多烏克蘭網民在格倫批評澤連斯基未穿西裝後，紛紛力挺澤連斯基。烏克蘭部落客兼記者伊利亞·波諾馬連科則表示，即便澤連斯基當時選擇沉默，特朗普依然會「找理由發難」，並補充說：「烏克蘭現在再次成為世界上最酷的國家。」
親克里姆林宮的政治學者、弗拉基米爾·普京的前顧問謝爾蓋·馬爾科夫接受瑞典報紙《每日新聞報》採訪時表示：「從心理上來看，西方陣營的分裂對俄羅斯而言確實令人欣喜。但理性而言，這種局勢對俄羅斯來說風險更大。我們希望達成和平協議，但眼下烏克蘭顯然仍打算繼續戰鬥。」俄羅斯的親戰部落客在Telegram上表態支持特朗普，認同他將澤連斯基描述為「不懂感恩的孩子」。分析人士、克里姆林宮顧問奧多爾·盧卡亞諾夫認為，這場對峙標誌著「美國政治的根本性轉變」，並指出澤連斯基「嚴重低估了特朗普時代美國內部發生的變化」。俄羅斯外交部智庫研究員安東·格里沙諾夫則將這場會談形容為一場「荒誕劇」，並認為這將「進一步削弱澤連斯基在烏克蘭的聲望，為俄羅斯在與美國的外交談判中提供更多籌碼」。

##### 抗議
在美國，紐約、波士頓和洛杉磯爆發支持烏克蘭與澤連斯基的示威抗議。與此同時，在佛蒙特州韋茨菲爾德，當萬斯正與家人度假時，抗議者沿途聚集，對他表達不滿並聲援烏克蘭。會談翌日，當澤連斯基抵達英國時，他在唐寧街10號與施紀賢握手時，現場群眾報以熱烈掌聲與歡呼。